# Transgabonais
Le Transgabonais est le chemin de fer du Gabon, dont le premier tronçon fut mis en service en 1978, composé d'une unique ligne de 669 km reliant Owendo, port minéralier situé dans la banlieue de la capitale Libreville, à Franceville, située sur le fleuve Ogooué. Son nom peut évoquer celui de la compagnie aérienne qui lui préexistait, Transgabon.

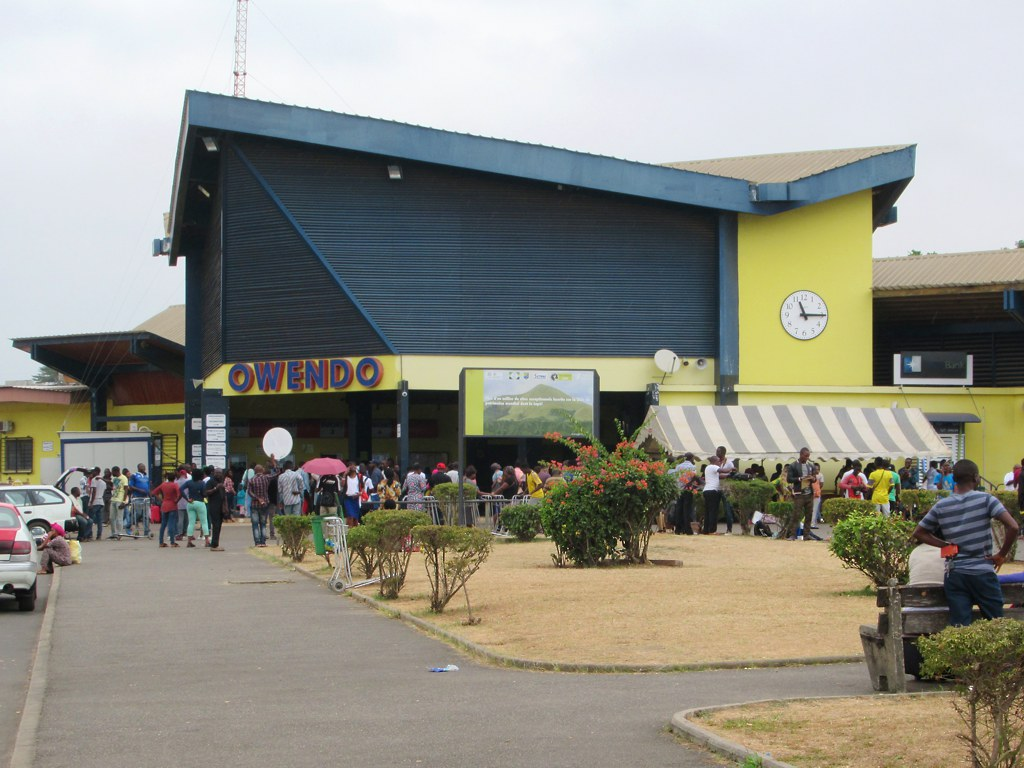
Gare d'Owendo

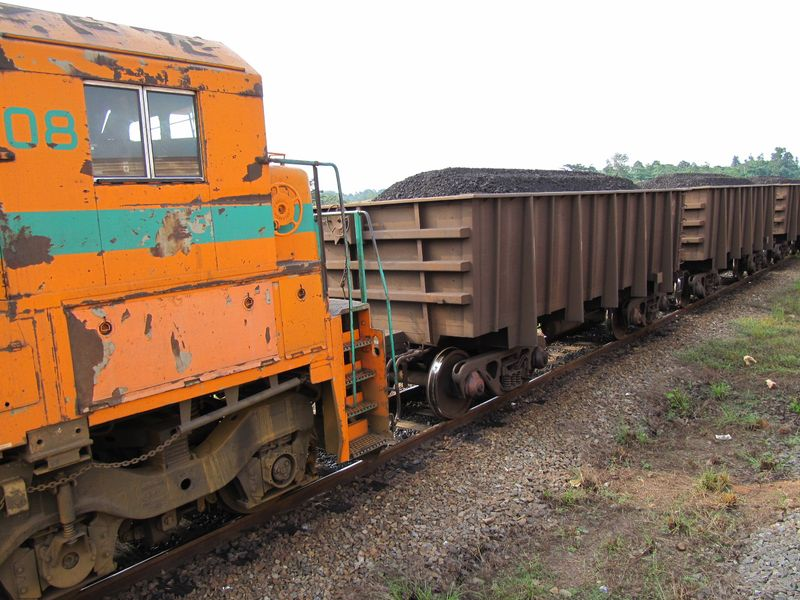
Transport de minerai par le Transgabonais

C'est un chemin de fer à vocation essentiellement minéralière et de transport de marchandises, assurant le transport de grumes et de minerai de manganèse. Exploité à l'origine par un organisme étatique, l'OCTRA (Office du chemin de fer transgabonais), il fut privatisé en 1999. La société d'exploitation est depuis 2003 la Setrag (appartenant au groupe Eramet). Son exploitation reste déficitaire. L'effectif du personnel est de 1 300 agents.
Qualifiée par certains d'œuvre pharaonique, cette ligne est localement construite sur des sols difficiles (sols latéritiques localement riches en lutites ou pélites) source de phénomènes de retrait des sols et par suite de dégradation des routes, pistes et voies ferrées. Ce projet est du avant tout à la volonté du président Omar Bongo de désenclaver son pays et les mines de la région de Franceville (Mines de Moanda et de Mounana produisant respectivement du manganèse et de l'uranium) mal desservies par le réseau routier, avec seulement 900 km de routes bitumées, et de favoriser l'exploitation de ses richesses naturelles (bois tropicaux issus de la forêt équatoriale, gisements miniers : manganèse, fer, uranium…). Le coût total des travaux s'est élevé (à l'époque) à 1 500 milliards de francs CFA (soit environ 3,7 milliards d'euros). Dix ans après sa construction, le premier tronçon a dû faire l'objet d'importantes réparations dans la traversée des monts de Ndjolé.

## Historique
- juillet 1968 : début des premières études (création d'un comité consultatif pour l'étude d'un chemin de fer minéralier Owendo-Bélinga).
- 11 juillet 1973 : accord international sur le financement du premier tronçon (coordination FED - Fonds européen de développement).
- 21 octobre 1974 : début des travaux (par Eurotrag, consortium de 17 entreprises européennes, chef de file Spie Batignolles).
- 27 décembre 1978 : inauguration du premier tronçon Owendo-Ndjolé, 183 km (dont les travaux seront terminés en mars 1983[5]).
- 18 janvier 1983 : inauguration du deuxième tronçon  Ndjolé-Booué, 157 km.
- 28 mars 1986 : inauguration du troisième tronçon Booué-Lastourville, 145 km.
- 30 décembre 1986 : inauguration du dernier tronçon Lastourville-Franceville, 163 km.
- 1999 : privatisation du transgabonais ; l'exploitation a été concédée pour 20 ans à la Société nationale des bois du Gabon (SNBG) associée à la société belge Transurb dans le cadre du consortium « Transgabonais ».
- 15 mai 2003 : la SNBG est dessaisie de l'exploitation et le gouvernement gabonais confie un mandat temporaire de 4 mois, renouvelable une fois, à la Comilog (Compagnie minière de l’Ogooué) en vue de préparer un appel d'offres pour une nouvelle concession d'exploitation, dans le cadre d'une nouvelle société, la Setrag (société d'exploitation du transgabonais). La Comilog, filiale du groupe Eramet est l'exploitant du gisement de manganèse de Moanda.
- 1er février 2004 : le gouvernement gabonais prolonge de 18 mois le mandat d'exploitation confié à la Comilog dans le cadre de Setrag.
- 11 août 2005 : SETRAG (société d’exploitation du Transgabonais concession du chemin de fer), filiale à 84 % de Comilog, a obtenu la concession du train Transgabonais pour une durée de trente ans. Ce train circule sur une voie unique longue de 669 km qui relie Owendo, près de Libreville, à Franceville, sur le fleuve Ogooué. L'exploitation du Transgabonais permet à Comilog d'assurer l'expédition de quantités de minerai en forte croissance.

## La ligne
Il s'agit d'une ligne à voie unique à écartement normal, longue de 669 km (pour 814 km de voies). Le tracé reliant Owendo à Franceville dessert 23 gares, toutes identiques, dont Ndjolé, Booué, Lastourville et Moanda (mine de manganèse). Suivant essentiellement le cours de l'Ogooué, elle bénéficie d'un profil en long assez favorable, les rampes n'excédant pas 0,8 %. Le point culminant de la ligne se situe à 360 m d'altitude.
La voie est armée de rails de 51 kg/m posés sur des traverses en bois (1 667 traverses/km). Elle est apte à recevoir des trains jusqu'à 19 000 tonnes de poids total. La vitesse maximum est de 80 km/h pour les circulations voyageurs et de 60 km/h pour les marchandises. Elle dispose de deux postes de commande centralisée, situés à Owendo et Booué, équipés d'un tableau de contrôle optique et d'un pupitre de commande.
Elle est contrôlée par une Mission de contrôle du Transgabonais (MCT).
Une antenne de 237 km est envisagée pour rejoindre, à partir de Booué, le gisement de fer de Bélinga.

## Le matériel roulant
Effectif à la mise en service de la ligne.
L'ensemble du parc est équipé de l'attelage automatique Willison (choc et traction).
- Engins moteurs
  - 32 locomotives diesel-électriques (22 Alstom type BB 100 et 10 General Electric type CC 200)
  - 29 locomotives de manœuvres d'origine diverse
  - 23 draisines
- Matériel voyageurs
  - 23 voitures à voyageurs, 3 voitures-restaurant
  - 2 automotrices Soulé
- Matériel marchandises
  - environ 420 wagons (grumiers, porte-conteneurs, couvets, plats). Non compris les wagons minéraliers utilisés pour le trafic de la Comilog.
  - 150 véhicules de service.

## Le trafic
En 2019, le Transgabonais a transporté près de 6 millions de tonnes de marchandises et 330 000 voyageurs.

## Impacts écologiques
Un premier impact, direct, est celui du chantier lui-même et du tracé qui sont une source durable de fragmentation écopaysagère des paysages et écosystèmes traversés.
D'autres impacts environnementaux ont comme origine indirecte ce nouvel axe de transport lourd. En particulier le trangabonnais pourrait à moyen et long termes permettre :
- une évolution agricole plus tournée vers l'export et moins vivrière, et plus intensive et plus utilisatrices d'intrants chimiques (engrais, insecticides, fongicides, herbicides, nématicides, etc.) ;
- une exploitation beaucoup plus importante des mines (avec risques de surexploitation de certaines ressources et séquelles environnementales durables) ;
- les impacts d'une exploitation voire d'une surexploitation des forêts favorisée par ce nouvel axe qui est à la fois une voie de pénétration des milieux par les entreprises de bûcheronnage et une voie d'export des grumes (en particulier des grumes de bois durs et denses (souvent des bois de cœurs de forêt, à croissance très lente), qui n'étaient pas exploités car non flottables. Le Transgabonais a contribué et pourrait encore beaucoup contribuer à la déforestation du Gabon ou au remplacement d'une riche forêt primaire par une forêt secondaire et des sylvicultures[8] bien moins riches et résilientes. 
Le chantier a, sur la quasi-totalité du tracé, dû ouvrir la forêt primaire. Il a été une première cause de fragmentation de la forêt et de déforestation (plus de 9 000 ha de forêt primaire, soit 8 à 10 hectares par km de voie ont été détruits par le chantier)[8]. 
La rénovation et l'extension du réseau routier (2 500 km de routes bitumées ainsi que (3 000 km de routes nationales dans régions économique ment plus actives avec création d’une voie dite « route économique », d'Alembé à Lastourville pour "désenclaver" le Haut Ogooué avant que le Transgabonais soit opérationnel. Les pistes forestières nécessaires à l'entretien de la voie ferrée ou destinées à apporter le bois  « sont toutes taillées dans un manteau forestier intact pour créer un réseau en arêtes de poisson autour de cet axe »[8]. D'autres impacts encore sont ceux de l'aménagement, l'agrandissement ou la construction de ports (Owendo, Mayumba, Port-Gentil) et ceux de leurs infrastructures périphériques[8]. Les pistes aériennes existantes ont aussi été agrandies pour mieux desservir les 26 centres urbains ou industriels de l’intérieur, dont ceux d'importance secondaires, qui ne peuvent facilement et rapidement desservis que par avion (L'ex compagnie nationale Air Gabon a été fondée en décembre 1976)[8]. Pour construire les pistes d’atterrissage de Franceville-Mwengué, de Makokou-Epassengué, de Ndjolé, de Koulamoutou ou d’Omboué et d'autres, il a fallu déforester des dizaines de km² de forêt[8].